# Districte Federal de Sibèria
El Districte Federal de Sibèria (en rus Сибирский федеральный округ, Sibirski federalni ókrug) és un dels nou districtes federals de Rússia.
S'estén per la part central i occidental de Sibèria, ja que la part oriental conforma el Districte Federal de l'Extrem Orient. Ocupa una superfície de 5.114.800 km² i, segons el cens del 2002, hi residien 20.062.938 habitants. La seu administrativa és a la ciutat de Novossibirsk.
Es va establir el 18 de maig del 2000. El Delegat Presidencial del districte federal és Nikolai Rogojkin.

## Subjectes federals
El Districte Federal de Sibèria comprèn 12 subjectes federals:
1. República de l'Altai
2. Krai de l'Altai
3. República de Buriàtia

Subjectes federals del Districte Federal de Sibèria

4. Territori del Transbaikal
5. Óblast d'Irkutsk
6. Óblast de Kémerovo
7. Krai de Krasnoiarsk
8. Óblast de Novossibirsk
9. Óblast d'Omsk
10. Óblast de Tomsk
11. República de Tuvà
12. República de Khakàssia